# Signoria di Ferrara
Signoria di Ferrara fu il dominio sottoposto alla famiglia Este dal 1209 al 1471. Il territorio controllato, dagli Este, oltre all'investitura pontificia di Ferrara, comprese progressivamente altre città come Modena e Reggio Emilia di investitura imperiale. Gli Estensi furono altresì marchesi dell'omonima località veneta.

## Storia
Con la morte della contessa Matilde di Canossa, nel 1115, a Ferrara nacque e si consolidò il libero comune che sopravvisse per circa 150 anni. 
La signoria Este, di parte guelfa, si instaurò a Ferrara dal 1209 con Azzo VI d'Este. All'ascesa della casata nella città di Ferrara contribuì grandemente Obizzo I d'Este, che lottò tenacemente per l'affermarsi della signoria sua famiglia in particolare contro i Torelli, di fazione ghibellina.
La rivalità tra le due famiglie scoppiò sanguinosa nel 1206, ma già alcuni anni prima, verso il 1185-1186, gli Este riuscirono a far in modo che Marchesella Adelardi, figlia di Adelardo Adelardi dei Marchesella, promessa sposa a Salinguerra Torelli si unisse in un breve matrimonio con Azzo VI d'Este, figlio di Azzo V e nipote di Obizzo I. A causa della prematura morte della sposa, o promessa sposa secondo altre fonti, gli Este ereditarono in questo modo i considerevoli possedimenti allodiali della famiglia Adelardi-Marcheselli. Questa scelta di campo si rivelò determinante per la fortuna degli Este, che da questo momento iniziarono ad assumere un sempre maggiore peso negli equilibri di potere locali.
Da quel momento gli Estensi estesero il loro dominio anche sui territori di Modena e Reggio Emilia. Ferrara e il suo territorio continuarono ad appartenere allo Stato della Chiesa e gli estensi, per quanto riguarda queste terre, erano feudatari dello Stato Pontificio, mentre Modena e Reggio Emilia rientravano nei domini del Sacro Romano Impero. 
I marchesi d'Este quindi erano feudatari del papa per il territorio di Ferrara, e dell'imperatore per i territori di Modena e Reggio.
Nel 1471 il marchese Borso d'Este, che dal 1452 era già duca di Modena e Reggio, ottenne da papa Paolo II il titolo ducale anche per Ferrara, poco prima della morte.

### Ducato
La signoria estense su Ferrara si trasformò in ducato ed ebbe soli 5 duchi, Borso, Ercole I, Alfonso I, Ercole II e Alfonso II. Con la morte di Alfonso II nel 1597, che non ebbe eredi considerati legittimi, il papa dichiarò finito il potere degli Este sulla città e Ferrara, con la devoluzione del 1598, ritornò allo Stato Pontificio. Gli Este lasciarono Ferrara e rimasero signori del Ducato di Modena e Reggio, per il quale avevano investitura imperiale, fino alle soglie del XIX secolo.